# Kanslergadeforliget
Kanslergadeforliget blev indgået den 30. januar 1933. Det er blevet det mest kendte politiske forlig i Thorvald Staunings regeringstid. Forliget er navngivet efter Staunings lejlighed i Kanslergade på Østerbro, hvor forhandlere fra Venstre søndag formiddag den 29. januar mødtes med repræsentanter for regeringspartierne Socialdemokratiet og Det radikale Venstre.
Her opnåede Venstre til imødegåelse af landbrugskrisen en yderligere sænkning af kronekursen med ca. 10 % til 22,40 kr. for et britisk pund. Herved øgedes landbrugets eksportindtægter målt i danske kroner. Forliget indeholdt også et et-årigt forbud mod lockouter og strejker og hindrede dermed en truende storlockout.

## Baggrund
Allerede i 1920’erne var den amerikanske økonomi en af de mest dominerende i verden. Op gennem årtiet var kursen på amerikanske aktier stigende, men i efteråret 1929 opstod der et rygte om, at kursen ville falde. På baggrund af dette ønskede mange aktieejere at få solgt deres aktier, så længe kursen var nogenlunde stabil, men når der er flere aktier til salg samtidig, end der er ønsker om at købe dem, er resultatet, at kursen falder. På ganske få dage dalede kursen drastisk og medførte en krise i den amerikanske økonomi ved at skærpe grænsen for import. Dette medførte, at den internationale handel blev reduceret til 1/3.
I Danmark slog krisen for alvor igennem i 1931. Krisen skyldtes især, at priserne på de landbrugsvarer, der blev eksporteret til Storbritannien samt Tyskland faldt dramatisk. Derfor fik de danske landmænd svært ved at klare sig økonomisk, og antallet af tvangsauktioner voksede. Krisens vanskeligheder bredte sig til andre erhverv end landbruget, hvilket resulterede i at arbejdsløsheden var stigende og nåede i 1932 op på 1/3 af arbejdsstyrken. I vinteren 1932-33 var der optakt til en storkonflikt, og arbejdsgiverne varslede lockout for at tvinge arbejderne til at gå 20 % ned i løn. Den siddende socialdemokratisk-radikale regering måtte gøre noget.

## Kanslergadeforliget
Den 30. januar 1933 indgik regeringen og Venstre Kanslergadeforliget. Selve forliget har sit navn efter den daværende statsminister Thorvald Staunings lejlighed, hvor parterne mødtes for at forhandle. Forliget var det mest omfattende blandt den række af forlig, der skulle afbøde de økonomisk-sociale virkninger af verdenskrisen siden efteråret 1929.
Forliget omfattede tre hovedområder: 
1. Landbrugserhvervet opnåede lettelser gennem en devaluering, nedsættelse af ejendomsskatter, konvertering af gæld, henstands- og akkordordninger samt opkøb af oksekød og forlængelse af en række midlertidige kriseordninger.
2. På arbejdsmarkedet blev arbejdsgivernes krav om 20 % lønnedgang og en truende lockout afværget ved lovindgreb; i de følgende år faldt reallønnen dog som følge af devaluering m.m. Yderligere gennemførtes der vinterhjælp til arbejdsløse og støtte til boligbyggeri og offentlige arbejder.
3. Endelig indgik det i forliget, at Venstre ikke ville modsætte sig gennemførelse af den socialreform, som K.K. Steincke gennem adskillige år havde forberedt.

Forliget gavnede landmændene, der fik hjælp til at afvikle deres gæld og støtte til eksporten. Under forliget blev der vedtaget en lov, der forlængede overenskomsterne og forbød samtidig strejker og lockout i et år. På den måde forhindrede man en storkonflikt.
Samtidig pressede landbruget på for at få økonomiske lempelser, så det ikke så velfungerende erhverv kunne klare sig igennem krisen. Derudover skulle en nedskrivning af kronens værdi over for den engelske pund være med til at hjælpe landbrugseksporten på rette vej.
Finansminister C.V. Bramsnæs holdt sig borte fra forhandlingerne om Kanslergadeforliget, fordi han var klar over, at det ville indebære en eller anden kronenedskæring, som han var imod. P. Munch måtte pga. sygdom forlade forligsdrøftelserne, før de var afsluttet. P. Munch havde kendskab til handelsforhandlingerne med England og meldte derfor også ud, inden han forlod mødet, at man ikke burde gå under en kurs fra 20 til 22,50, som svarede til den kurs, som Australien og New Zealand havde. Venstre ønskede en kurs på 25, og derfor kunne parterne ikke blive enige, men efter omkring 18 timers forhandlinger fandt parterne ud af kronekursen på 22,40 kr.
En vigtig forudsætning for Kanslergadeforliget var, at englænderne affandt sig med kronenedskæring, og at man derudover kunne komme til rette med dem om en handelsaftale.
Herved var der skabt et sådant grundlag, at den danske regering i april 1933 kunne indgå en handelsaftale med England. Der blev efterfølgende lavet en treårig handelsaftale med England, som accepterede, at den danske krone blev sat til en lavere værdi overfor pundet. Det krævede dog til gengæld også, at Danmark købte flere engelske varer, f.eks. kul.
På længere sigt var socialreformen det vigtigste i forliget.

## Steinckes socialreform
Socialreformen betød, at ældre og handicappede fik ret til henholdsvis aldersrente og invaliderente, dvs. økonomisk hjælp fra det offentlige. Der blev indført et system med sygekasser, så alle kunne få gratis lægehjælp. Desuden blev arbejdsløshedsunderstøttelsen forbedret.
Samtidig skulle overenskomster forlænges ved lov, dvs. at arbejdere bevarede deres bestående lønninger, mens arbejdsgivernes krav havde været en sænkning af lønninger med ca. 20 % som følge af et generelt prisfald. Arbejdsgivernes krav om 20 % lønnedgang og en truende lockout blev afværget ved lovindgreb. I de følgende år faldt reallønnen dog som følge af devaluering m.m. Yderligere gennemførtes der vinterhjælp til arbejdsløse og støtte til boligbyggeri og offentlige arbejder.
Forliget indeholdt gennemførelsen af K. K. Steincke udarbejdede socialreform om bl.a. aldersrente, sygekasse, invaliderente og arbejdsløshedsunderstøttelse samlet i et lovkompleks, samtidig med at hjælpen udvidedes på forskellige punkter. Yderligere elementer i forliget var statsstøtte til boligbyggeri, lettelse af ejendomsskatter, men en udvidelse af grundskylden og en konvertering af gæld på landbrugsejendomme.
Dette var en omfattende omlægning af det sociale sikringssystem på den måde, at dets struktur og virkemåde ændredes afgørende. Man indførte en alderdomsforsørgelse for alle og en arbejdsulykkesforsikring, som indebar en væsentlig forbedring, især af håndværks- og industriarbejdernes sociale tryghed og klarlæggelse af deres rettigheder.
Som grundlag for forvaltningen blev der opbygget et effektivt administrationsapparat. I de følgende år skete der en stadig knopskydning, hvor mange meget specialiserede administrationer blev opbygget for forskellige klientgrupper, handicapgrupper og forsørgelseskategorier. Systemet blev derfor vanskeligt at finde rundt i og fungerede meget bureaukratisk.
Ved Socialreformen af 1933, den såkaldte Steinckes socialreform, blev systemet stærkt forenklet. 54 sociallove blev afskaffet og erstattet af fire. Der blev indført klarere regler for borgernes rettigheder, og de vigtigste ydelser blev gjort tilgængelige for størstedelen af befolkningen. Hensigten var at fjerne det almissepræg, der endnu var over sociale ydelser. Socialreformen blev skrevet under af kongen, Christian X. d. 20. maj 1933.
De fire sociale love blev finansieret ved en kombination af statstilskud og ved arbejdsgiverbidrag. Alt i alt medførte de sociale love en samlet merudgift for stat og kommune på knap 6 millioner.
I begyndelsen af 1970'erne blev den tredje socialreform, som omfattede bistandsloven, gennemført. Hensigten med de sociale ydelser blev udvidet fra forsørgelse til forebyggelse, revalidering, tryghed og trivsel.
I 1998 gennemførtes "Den lille socialreform". Her blev bistandsloven erstattet af tre nye love, Lov om retssikkerhed og administration på det sociale område, Lov om aktiv socialpolitik (Aktivloven) og Lov om social service (Serviceloven).